# Consell Regional del Centre-Vall del Loira
El Consell regional del Centre-Vall del Loira (França) és una assemblea elegida que dirigeix la regió del Centre-Vall del Loira. La seu es troba a Orleans a 9, rue Saint-Pierre Lentin. Actualment és presidit per François Bonneau (PS). Està format per 77 membres.

## Composició
- 19 consellers pel Loiret
- 18 consellers per l'Indre i Loira
- 12 consellers per l'Eure i Loir
- 10 consellers pel Cher
- 10 consellers pel Loir i Cher
- 8 conseilers per l'Indre

## Presidents del Consell regional
- Raymond Boisdé (1974-1976) - (RI)
- Pierre Sudreau (1976-1979) - (MR després UDF)
- Jean Delaneau (1979-1983) - (UDF-PR)
- Daniel Bernardet (1983-1985) - (UDF)
- Maurice Dousset (1985-1998) - (UDF-PR)
- Bernard Harang (1998-1998) - (UDF-DL); dimití després de ser escollit amb els vots del Front national
- Lydie Gerbaud (1998) - (RPR); '
- Michel Sapin (1998-2000) - (PS);
- Jean Germain (2000) - (PS);
- Alain Rafesthain (2000-2004) - (PS)
- Michel Sapin (2004-2007) - (PS);
- Jean Germain (2007) - (PS);
- François Bonneau (depuis 2007) - (PS).

## Resultat de les eleccions de 2010

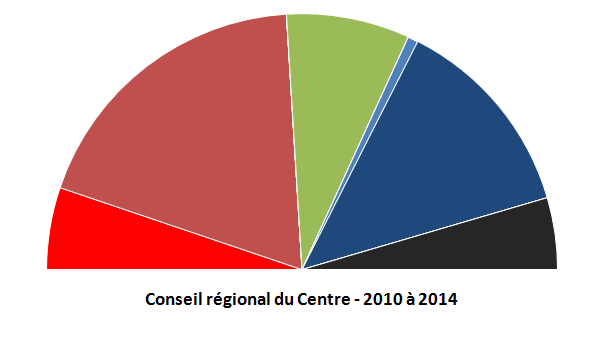
Composició del consell regional del Centre

| Cap de llista | Cap de llista         | Llista                  | Primera volta | Primera volta | Segona volta | Segona volta | Escons | Escons |
| Cap de llista | Cap de llista         | Llista                  | #             | %             | #            | %            | #      | %      |
| ------------- | --------------------- | ----------------------- | ------------- | ------------- | ------------ | ------------ | ------ | ------ |
|               | Hervé Novelli         | Majoria presidencial    | 227 392       | 29,02         | 323 178      | 36,46        | 21     | 27,27  |
|               | François Bonneau*     | PS i aliats             | 221 168       | 28,22         | 443 310      | 50,01        | 49     | 63,64  |
|               | Jean Delavergne       | EÉ                      | 91 365        | 11,66         | 443 310      | 50,01        | 49     | 63,64  |
|               | Marie-France Beaufils | FG - Alternatifs - PCOF | 59 034        | 7,53          | 443 310      | 50,01        | 49     | 63,64  |
|               | Philippe Loiseau      | FN                      | 87 872        | 11,21         | 120 001      | 13,54        | 7      | 9,09   |
|               | Marc Fesneau          | MoDem                   | 39 803        | 5,08          |              |              |        |        |
|               | Jean Verdon           | PDF                     | 27 844        | 3,55          |              |              |        |        |
|               | Michel Lasserre       | NPA                     | 20 338        | 2,60          |              |              |        |        |
|               | Farida Megdoud        | LO                      | 8 837         | 1,13          |              |              |        |        |
|               |                       |                         |               |               |              |              |        |        |
| Inscrits      | Inscrits              | Inscrits                | 1 779 660     | 100,00        | 1 779 413    | 100,00       |        |        |
| Abstenció     | Abstenció             | Abstenció               | 953 662       | 53,59         | 849 639      | 47,75        |        |        |
| Votants       | Votants               | Votants                 | 826 998       | 46,41         | 929 774      | 52,25        |        |        |
| Blancs i nuls | Blancs i nuls         | Blancs i nuls           | 42 345        | 5,13          | 43 285       | 4,66         |        |        |
| Vàlids        | Vàlids                | Vàlids                  | 783 653       | 94,87         | 886 489      | 95,34        |        |        |

* llista del president sortint

## De 1998 a 2004

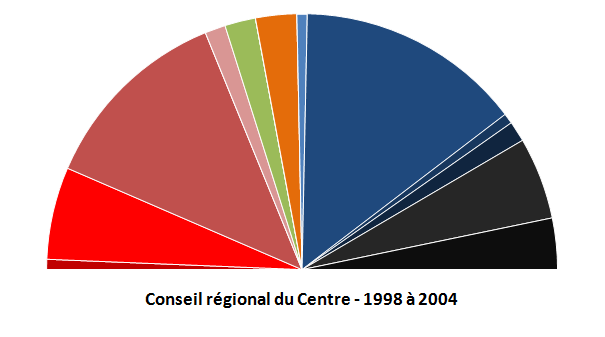
Composició del consell regional del Centre de 1998 a 2004

El consell regional era format per 77 membres :
- Majoria regional (19 PS, 9 PCF, 3 Verts, 2 apparentés) : 33 electes.
- Oposició regional (22 UMP, 4 UDF, 1 CPNT, 2 MPF, 1 apparenté) : 30 electes.
- Extrema dreta (8 FN, 5 apparenté) : 13 electes.
- Extrema esquerra (1 LO) : 1 electe.

### De 2004 a 2010

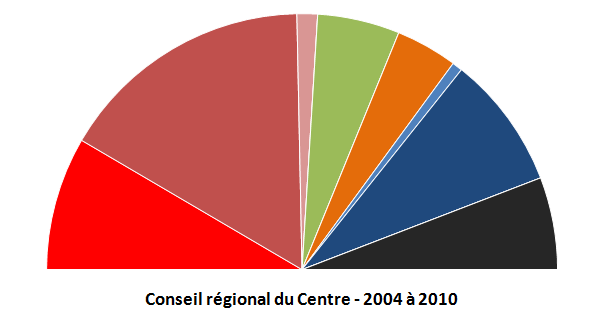
Composició del consell regional del Centre de 2004 a 2010

El consell era format per 77 membres :
- Majoria regional (25 PS, 13 PCF, 8 Verts, 2 PRG) : 48 electes.
- Oposició regional (13 UMP, 6 MoDem, 1 NC) : 20 electes.
- Extrema dreta (9 FN) : 9 electes.